# Hywel Simons
Hywel Simons (Neath, 10 februari 1970) is een Welsh acteur.
Hij werd geboren in Neath, maar groeide op in Porthcrawl. Hij begon met acteren toen hij een leerling was aan de Porthcrawl Comprehensive School, vervolgens studeerde hij aan het LAMDA.
Simons eerste tv-rol was in 1993 als Wilf Granelli, een arbeider op een booreiland, in de serie Roughnecks. Simons is vooral bekend als de homoseksuele Sgt. Craig Gilmore in de ITV-dramareeks The Bill. Eigenlijk verscheen hij al twee keer in The Bill, namelijk in 1994 als Mr. Vagney in de aflevering Fallen Angel en in 1998 als een politieagent in de aflevering Deep End.
Naast enkele gastoptredens in populaire Britse series, waaronder Casualty en Heartbeat, speelt Simons ook in twee afleveringen van het tweede seizoen van Little Britain. Hierin vertolkt hij de rol van Glynn, een homoseksuele dominee, in een sketch van Daffyd Thomas.
In 2008 deed hij mee aan Celebrity Masterchef.
In zijn vrije tijd houdt hij zich bezig met houtsnijden. Hij doet dit met behulp van een draaischijf om zo kommen te maken van stukken hout, die hij vindt op het strand.
Op 8 augustus 2005 trouwde Simons met actrice Sarah Tansey.